# Carina Vance Mafla

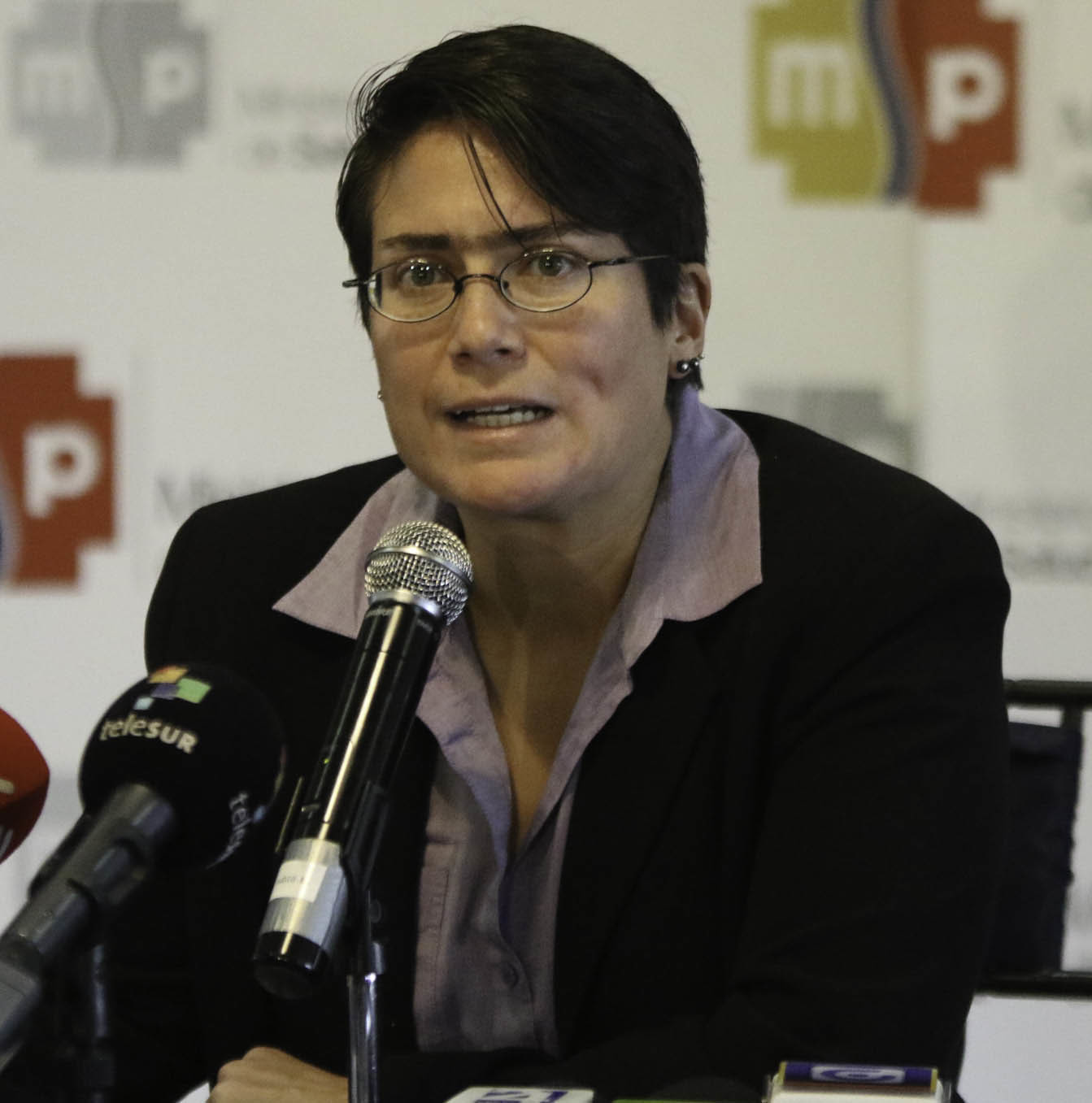
Carina Vance Mafla

Carina Vance Mafla (* 1977 in Oakland, Kalifornien) ist eine ecuadorianische Politikerin.

## Leben
Mafla studierte am Williams College und  an der University of California, Berkeley. 2004 kehrte sie nach Ecuador zurück. Als Nachfolgerin von David Chiriboga wurde sie 2012 zur Gesundheitsministerin im Regierungskabinett von Rafael Correa berufen.